# Park Izabeli i Jarogniewa Drwęskich w Poznaniu

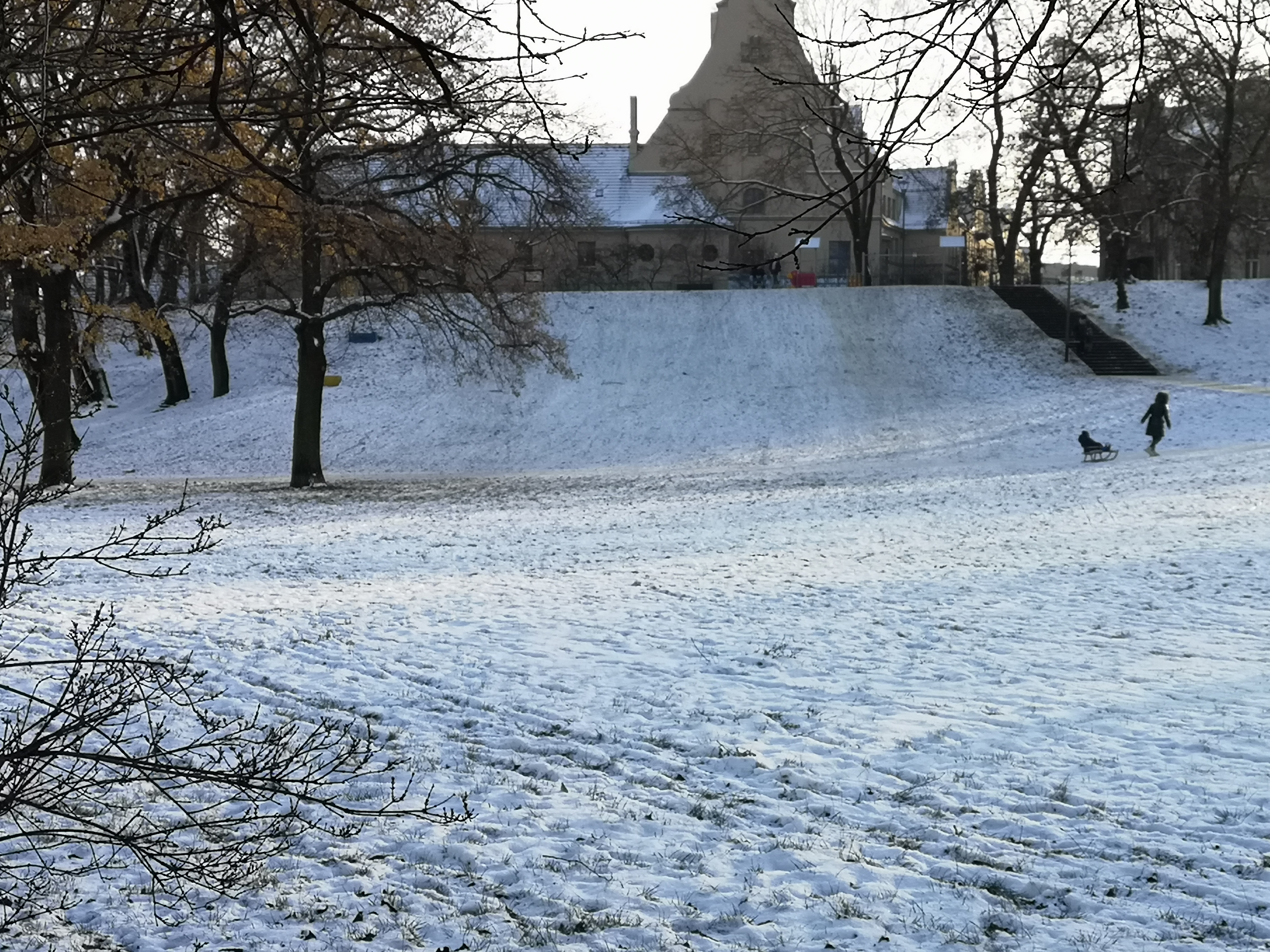
Park Drwęskich – widok na ośnieżoną górkę saneczkową od strony ulicy Królowej Jadwigi (grudzień 2023)

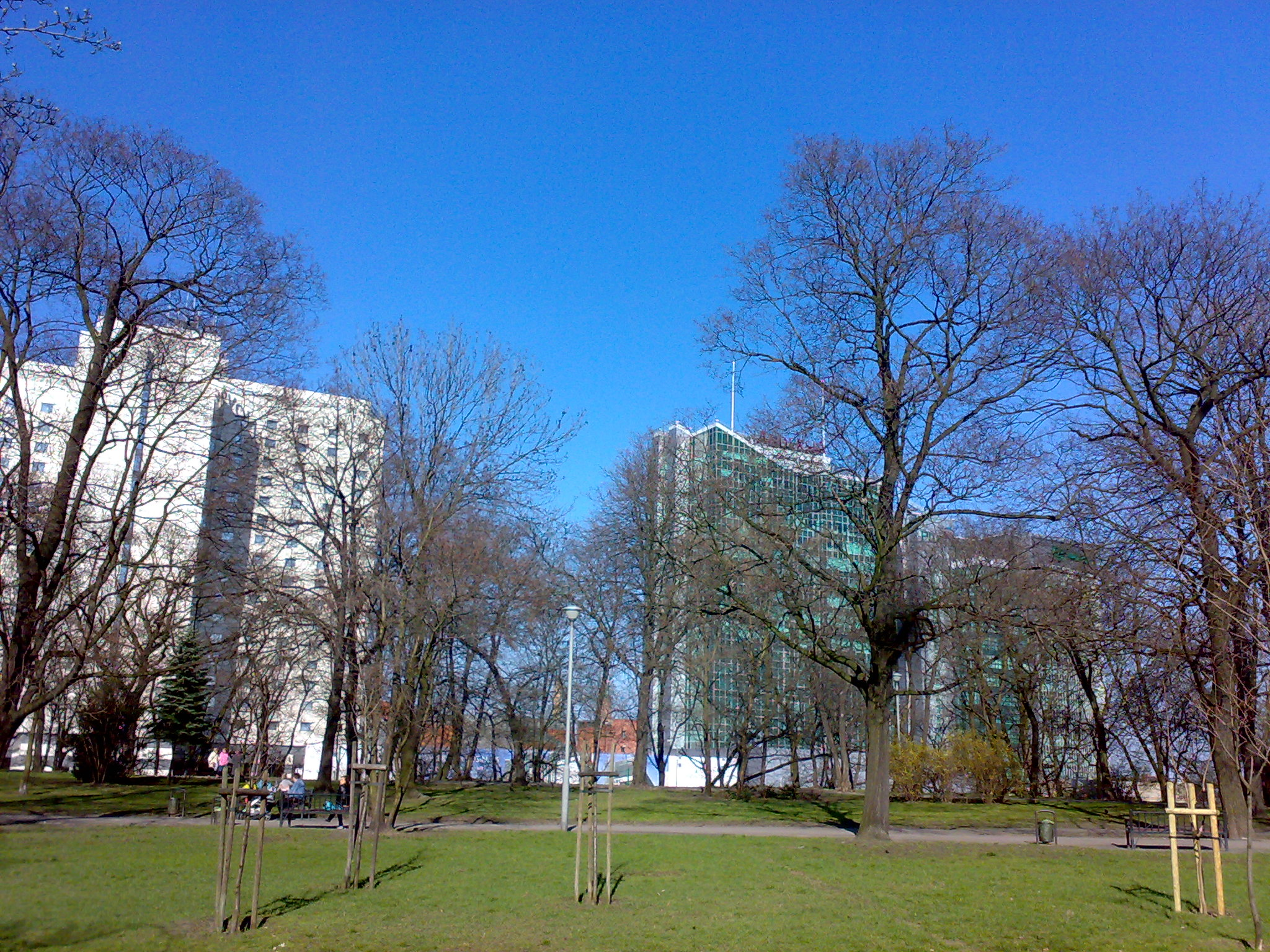
Park Drwęskich – widok w kierunku Andersia Tower (kwiecień 2010)

Park Izabeli i Jarogniewa Drwęskich (dawniej: Tamberloch, Park Livoniusa, Park Lubuski) – zabytkowy park w Poznaniu, zlokalizowany w kwartale ulic: Królowej Jadwigi – Górna Wilda – Niedziałkowskiego – Topolowa – Wierzbięcice (północna Wilda), na obszarze jednostki pomocniczej Osiedle Wilda.

## Historia
Park ma powierzchnię 4,54 ha i powstał w 1959 z przekształcenia dawnego cmentarza ewangelickiej parafii św. Pawła, pochodzącego z 1865. Częściowo tereny te miały charakter parkowy (poza cmentarzem) już od 1908, kiedy to wytyczono pierwszą aleję z dębami szypułkowymi. Wcześniej była tu ciesząca się złą sławą dolinka o nazwie Tamberloch. Miejsce to, na przedpolu Bramy Rycerskiej, przypominało głęboki dół porośnięty krzewami i drzewami, pełen zagłębień i przekopów. Wydobywano tu piasek, czego następnie zaniechano. Teren (pomiędzy dwoma cmentarzami) opanowały różnego rodzaju osoby wykluczone społecznie, w tym złodzieje. Po zmroku mieszkańcy miasta starali się omijać to miejsce. Dolinka została zasypana w początku XX wieku, a teren nazwano Parkiem Livoniusa. Rozbijały się tu cyrki i lunaparki.
Park ozdobiony jest małą architekturą, charakterystyczną dla założeń parkowych lat 50. XX w., w tym trejażem. Interesująca jest zwłaszcza organizacja skarpy od ul. Królowej Jadwigi (z 1912) – najbardziej charakterystyczny element parku. Zimą jest to popularne miejsce zjazdów na sankach. W parku rośnie wiele starych, okazałych drzew. Od strony zachodniej stoi Pomnik Powstańców Wielkopolskich. W pobliżu znajdują się: dawny dworzec PKS, Andersia Tower, Stary Browar, Budynek Spar- und Bauverein, Izba Rzemieślnicza, Dom Żołnierza oraz dawne Leprozorium św. Łazarza.
W latach 2019–2021 park zrewitalizowano kosztem 5,6 miliona złotych: zmieniono nawierzchnię ścieżek oraz zbudowano na nowo schody, wymieniono latarnie, ławki i małą architekturę. Zamontowano stojaki rowerowe, zawieszono skrzynki lęgowe i rozmieszczono hotele dla owadów. Zbudowano dwa place zabaw dla dzieci. Zasadzono m.in. klony czerwone, grusze, śliwy wiśniowe, cisy pospolite, różaneczniki i tawuły japońskie. Umocniono i obsadzono trawą skarpę od ul. Niedziałkowskiego.

### Kurtyna Kozakiewicza
Niezrealizowanym, kontrowersyjnym projektem dla parku była tzw. Kurtyna Kozakiewicza. Koncepcja została zamówiona u artysty w 2006 przez Towarzystwo Zachęty Sztuk Pięknych w Poznaniu. Artysta miał zaproponować projekt dla dowolnego miejsca w mieście. Wybrał park Drwęskich, dla którego wymyślił całkowicie nową koncepcję organizacji przestrzeni. Park, odcięty od centrum miasta dwupasmową arterią ulicy Królowej Jadwigi, pozostaje nieco na uboczu i służy głównie mieszkańcom okolicznych budynków. Składowymi elementami koncepcji były:
- zielony wał ziemny wzdłuż ul. Królowej Jadwigi, separujący park od arterii samochodowej (po protestach konserwatora zabytków, zamiast wału artysta zaproponował ażurową kurtynę, porośniętą trawą od strony parku i przepuszczającą światło); kurtyna miałaby mieć około 150 metrów długości i około 2-2,5 metra wysokości, tworząc we wnętrzu parku nasłonecznioną kotlinę – miejsce wypoczynku i rekreacji,
- ekspresyjne, łamane schody, będące jednocześnie amfiteatralnymi siedziskami, integrujące lokalną społeczność,
- źródło i wodospad wzdłuż jednej z alejek.

Projekt kurtyny wywołał duże kontrowersje wśród architektów, urbanistów i mieszkańców Poznania. Miejski konserwator zabytków, Maria Strzałko, ostatecznie nie zgodziła się na realizację tego zamierzenia. Decyzję uzasadniła nadmierną ingerencją w Ring Stübbena (część koncepcji Dzielnicy Cesarskiej), który w zamierzeniach miał stanowić promenadę. Kurtyna, według Marii Strzałko, nadmiernie dzieliłaby przestrzeń miejską i naruszała ideę Ringu. Po negatywnej decyzji, w poznańskich mediach rozgorzała długotrwała dyskusja na temat projektu Kozakiewicza. Według dra Tomasza Ratajczaka, historyka sztuki, kurtyna podzieliłaby przestrzeń, która winna być otwarta, a idea nasłonecznionej kotliny w klimacie Polski nie jest możliwa do realizacji. Projekt przyrównał do budowy w centrum miasta ekranu dźwiękochłonnego. Okoliczne realizacje wysokościowe (Andersia Tower, Hotel Poznań) wskazał natomiast jako wcześniejsze błędne ingerencje w Ring Stübbena, których nie należy powielać. Z kolei dr Krzysztof Kalitko, znawca architektury, określił projekt jako niosący ogromny potencjał artystycznej wrażliwości, rozumienia funkcji i zalet tego miejsca Poznania. Obecną funkcję parku określił jako zredukowaną do przyulicznego pasa zieleni, nie zachęcającego do wizyt. Projekt Kozakiewicza byłby według niego stymulatorem zmian w tej części śródmieścia. Kurtyna Kozakiewicza, choć wzbudziła ożywione dyskusje, nigdy nie została zrealizowana.

## Nazwa
Obecna nazwa parku, nadana w 2003 roku, upamiętnia pierwszego po odzyskaniu niepodległości prezydenta Poznania – Jarogniewa Drwęskiego (1918–1921) oraz jego małżonkę Izabelę z Amrogowiczów, nawiązując do istniejącego w dwudziestoleciu międzywojennym pobliskiego placu Drwęskiego, na którym następnie zbudowano dworzec autobusowy (stary). Odbywały się tam niektóre wystawy I Targu Poznańskiego w 1921. Park położony jest na terenie dawnego Bastionu Grolman, będącego częścią Twierdzy Poznań. 
Kontynuacją ciągu parkowego na północ jest Park Karola Marcinkowskiego.